# Ярослав Врхліцький
Яросла́в Врхли́цький (чеськ. Jaroslav Vrchlický; 17 лютого 1853 — 9 вересня 1912) — чеський поет, драматург, журналіст, перекладач.

## Життєпис
Походив з родини торгівців Фрида. Син Якуба Фриди, при народженні отримав ім'я Емиль (Врхлицький — псевдонім від долини Врхлиці біля Кутної Гори). Народився у м. Лоуні (сьогодні Устецький край Чеської республіки). У 1854 році разом із батьками перебрався до м. Стани. Потім до 1862 року мешкав із дядьком Антоном Коларом, у місті Овчари (район Колин), де закінчив початкову школу.
У 1862 році вступив до гімназії в м. Стани, потім до 1872 року навчався в гімназіях Праги та Клатови. Вступив на теологічний факультет Празького університету, у 1873 році перевівся на філософський факультет.
З 1875 року він служив секретарем і вихователем синів аристократичної родини Монтекукколі в Мерано. У 1877 році повернувся до Чехії, де активно брав участь у подіях культурного життя.
У 1890 році стає членом Чеської академії наук і мистецтв. У 1893 році його призначають на професора загальної літератури Празького університету. У 1890-ті роки переживає творчу кризу, одначе знаходить у собі сили вийти з неї і створює сповнені смутку та художньої сили збірки «Вікна в бурю» (1894 рік) і «Пісні подорожнього» (1895 рік).
У 1901 році імператор Австро-Угорщини Франц Йосип I надав Врхлицькому лицарське звання, а також призначив на члена верхньої палати Державної ради у Відні. Був членом Королівської академії Падуї, член Польського товариства Парижа, почесний громадянин декількох чеських міст. Його було номіновано на Нобелівську премію з літератури, проте її не отримав. Помер у місті Домажлиці (Domažlice) 1912 року.

## Творчість
У доробку 100 книжок оригінальних творів, близько 50 книжок перекладів.
Поезія Врхлицького пов'язана з традиціями романтиків, характеризується також реалістичними рисами. У великому циклі поетичних збірок під загальною назвою «Епопея людства»: «Стародавні розповіді» (1883 рік), «Уламки епопеї» (1886 рік), «Нові уламки епопеї» (1894 рік), «Боги і люди» (1899 рік). У цьому циклі він уславлює Спартака, Джордано Бруно, звертається до теми Великої французької революції, створює картини минулого чеського народу, образи Яна Гуса, Яна Жижки.
До найкращих поетичних збірок належать «Сільські балади» (1885 рік), присвячені боротьбі чеських селян у XVII—XVIII ст.
Оптимістичною вірою в людей пройнято ліричні вірші у збірках «Еклоги й пісні» (1880 рік), «Коралові острови» (1908 рік), «Моя родина» (1903 рік), «Дерево життя» (1909 рік), де оспівано життя, любов, природу.
Звертався також до теми соціального безправ'я трудівників міста і прийдешньої революції, висловлюючи співчуття робітникам — вірші «Робітники», «Праця», «Вифлеєм».
Відомий також своїми збірками «Портрети французьких письменників» (1897 рік) та «Сучасні французькі поети» (1893 рік).
Перекладав чеською мовою твори італійців Данте, Тассо, Аріосто, англійця Байрона, німців Шиллера, Ґете, поляка Міцкевича, угорця Петефі.
У доробку також є критичні статті, оповідання, п'єси. Є автором драм на біблійні та античні теми, найвдаліші з них: «Сватання Пелопа» (1890 рік), «Примирення Тантала» і «Смерть Гіпподамії» (обидві 1891 року), що складають трилогію «Гіпподамія». Популярною була комедія «Ніч на Карлштейні» (1885 рік) на сюжет із чеської історії.
Був одним із співавторів Наукової енциклопедії Отто (чеськ. Ottův slovník naučný) — найбільшої енциклопедії чеською мовою.